# Barrera de hielo Amery
La barrera de hielo Amery (del inglés: Amery Ice Shelf) es una barrera de hielo de la Antártida ubicado en la cabecera de la bahía Prydz y la bahía MacKenzie, entre la costa Lars Christensen y la costa Ingrid Christensen. 
Geográficamente se encuentra entre 69°S y 70°S y entre 72°E y 75 E. La barrera de hielo Amery se encuentra en una bahía, con una longitud que disminuye desde 400 km en su una anchura máxima, hasta los 175 km.
El nombre cabo Amery fue aplicado al ángulo costero cartografiado el 11 de febrero de 1931 por la Expedición de investigación antártica británica, australiana y neozelandesa (BANZARE) liderada por Douglas Mawson. El nombre Amery le fue dado por Mawson en homenaje a William B. Amery, representante del Reino Unido en Australia (1925–28). El Comité Consultivo sobre Nomenclatura Antártica determinó que el cabo era una porción de una barrera de hielo y en 1947 aplicó el nombre Amery a toda esa barrera.
En diciembre de 2006 fue reportado por la Australian Broadcasting Corporation que científicos australianos fueron enviados a la barrera de hielo Amery a investigar una enorme fractura que se había formado a lo lago de una década a razón de 3 a 5 metros por día. Esas fracturas amenazan con romper un trozo 1000 kilómetros cuadrados de la barrera de hielo Amery.
Esta área es reclamada por Australia, que la incluye en la Tierra de Mac. Robertson como parte del Territorio Antártico Australiano. La reclamación australiana está restringida por los términos del Tratado Antártico. El mar a lo largo de barrera suele ser denominado mar de la Cooperación.
El glaciar Lambert fluye desde la fosa Lambert hacia la barrera de hielo Amery, al sudoeste de la bahía Prydz.
La cuenca Amery (68°15′S 74°30′E / -68.250, 74.500) es una cuenca submarina ubicada al norte de la barrera de hielo Amery.